# Avatarium
Avatarium – szwedzki zespół muzyczny wykonujący doom metal. Powstał w 2013 roku w Sztokholmie z inicjatywy basisty Leifa Edlinga, znanego z występów w formacji Candlemass oraz gitarzysty Mikaela Akerfeldta, lidera zespołu Opeth, który porzucił projekt w początkowej fazie działalności. Skład grupy współtworzą ponadto perkusista Lars Sköld, członek zespołu Tiamat, gitarzysta Marcus Jidell, były członek kwaintetu Evergrey, klawiszowiec Carl Westholm, były członek Candlemass oraz wokalistka Jennie-Ann Smith.
Latem 2013 roku grupa podpisała kontrakt wydawniczy z wytwórnią muzyczną Nuclear Blast. 20 września 2013 roku ukazał się debiutancki minialbum zespołu zatytułowany Moonhorse. 1 listopada, także 2013 roku do sprzedaży trafił pierwszy album długogrający zespołu pt. Avatarium. Dzień przed premierą płyta został opublikowana bezpłatnie w formie digital stream na platformie SoundCloud. 9 listopada w Sztokholmie zespół po raz pierwszy zagrał koncert w ramach imprezy urodzinowej perkusisty Larsa Skölda. Debiut był promowany teledyskiem do utworu „Boneflower”, który zrealizowała grupa filmowa Eat the Danger.
W 2014 roku borykającego się z problemami zdrowotnymi Edlinga podczas koncertów zastąpił Anders Iwers, członek zespołu Tiamat. 14 listopada tego samego roku ukazał się drugi minialbum grupy pt. All I Want. Pod koniec roku grupa udała się do Niemiec gdzie wzięła udział w jubileuszowej trasie koncertowej Amorphis z okazji 20-lecia premiery albumu Tales from the Thousand Lakes. W 2015 roku grupa dała szereg koncertów w Europie podczas letnich festiwali m.in. takich jak: Graspop Metal Meeting w Belgii, Rock Hard Festival w Niemczech oraz Gothenburg Sound Festival w Szwecji. 23 października tego samego roku ukazał się drugi album studyjny Avatarium zatytułowany The Girl with the Raven Mask. W ramach promocji do pochodzącego z płyty utworu „Pearls And Coffins” powstał wideoklip, który wyreżyserował Johan Bååth. Wydawnictwo przysporzyło zespołowi pierwszego sukcesu komercyjnego. Płyta trafiła na listy przebojów w Niemczech, Belgii oraz Szwecji.
W 2017 roku zespół wydał swój trzeci album zatytułowany Hurricanes and Halos nakładem wytwórni Nuclear Blast. Album promowały dwa teledyski do utworów: „The Starless Sleep” oraz „Medusa Child”. Po raz kolejny wydawnictwo zespołu było notowane na listach w Niemczech i Belgii.

## Muzycy
| Obecny skład zespołu - Leif Edling – gitara basowa (od 2013) - Lars Sköld – perkusja (od 2013) - Marcus Jidell – gitara elektryczna (od 2013) - Carl Westholm – instrumenty klawiszowe (od 2013) - Jennie-Ann Smith – śpiew, gitara akustyczna (od 2013) |  | Muzycy koncertowi - Anders Iwers – gitara basowa (od 2014) |

## Dyskografia

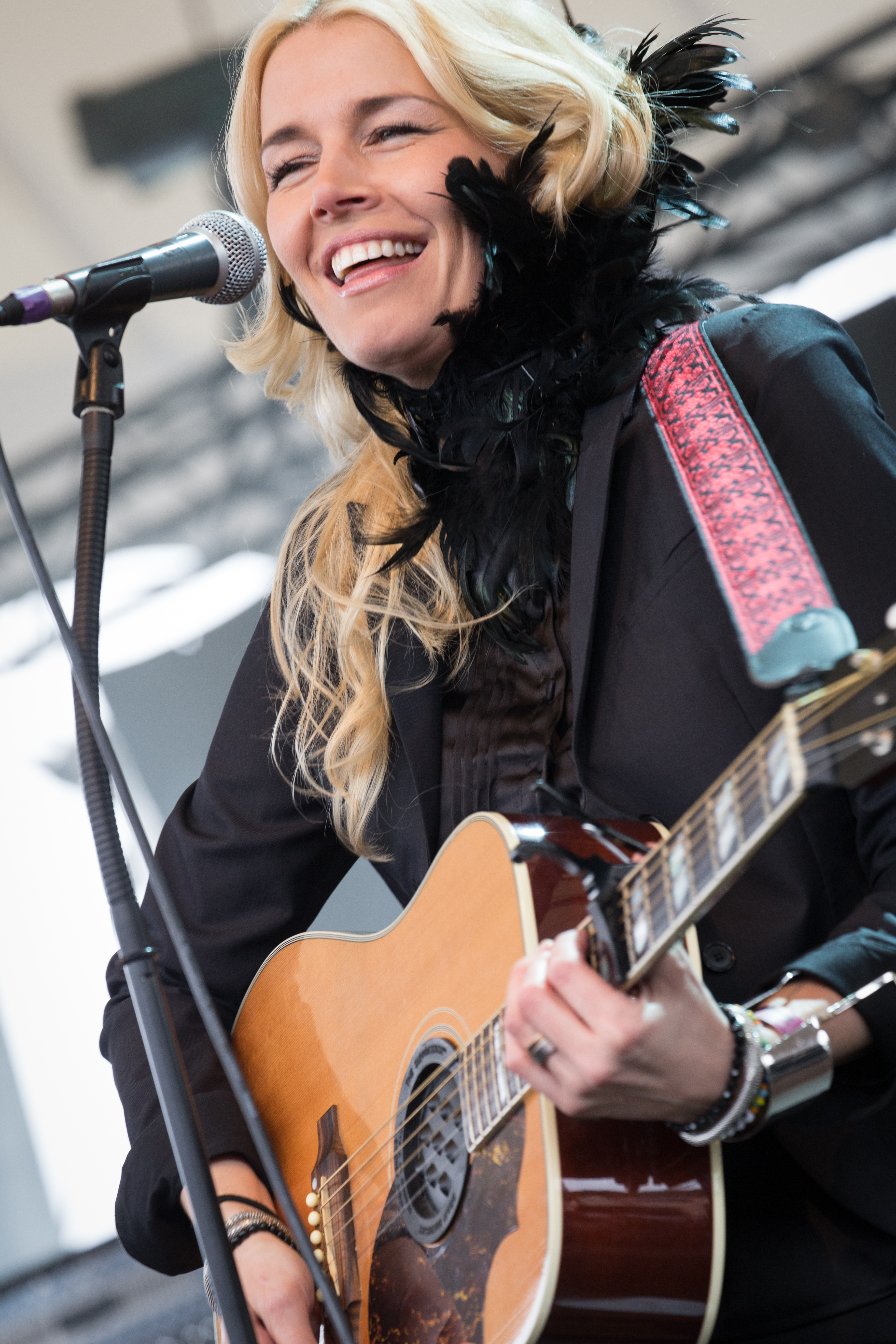
Jennie-Ann Smith podczas koncertu na Rock Hard Festival w 2015 roku

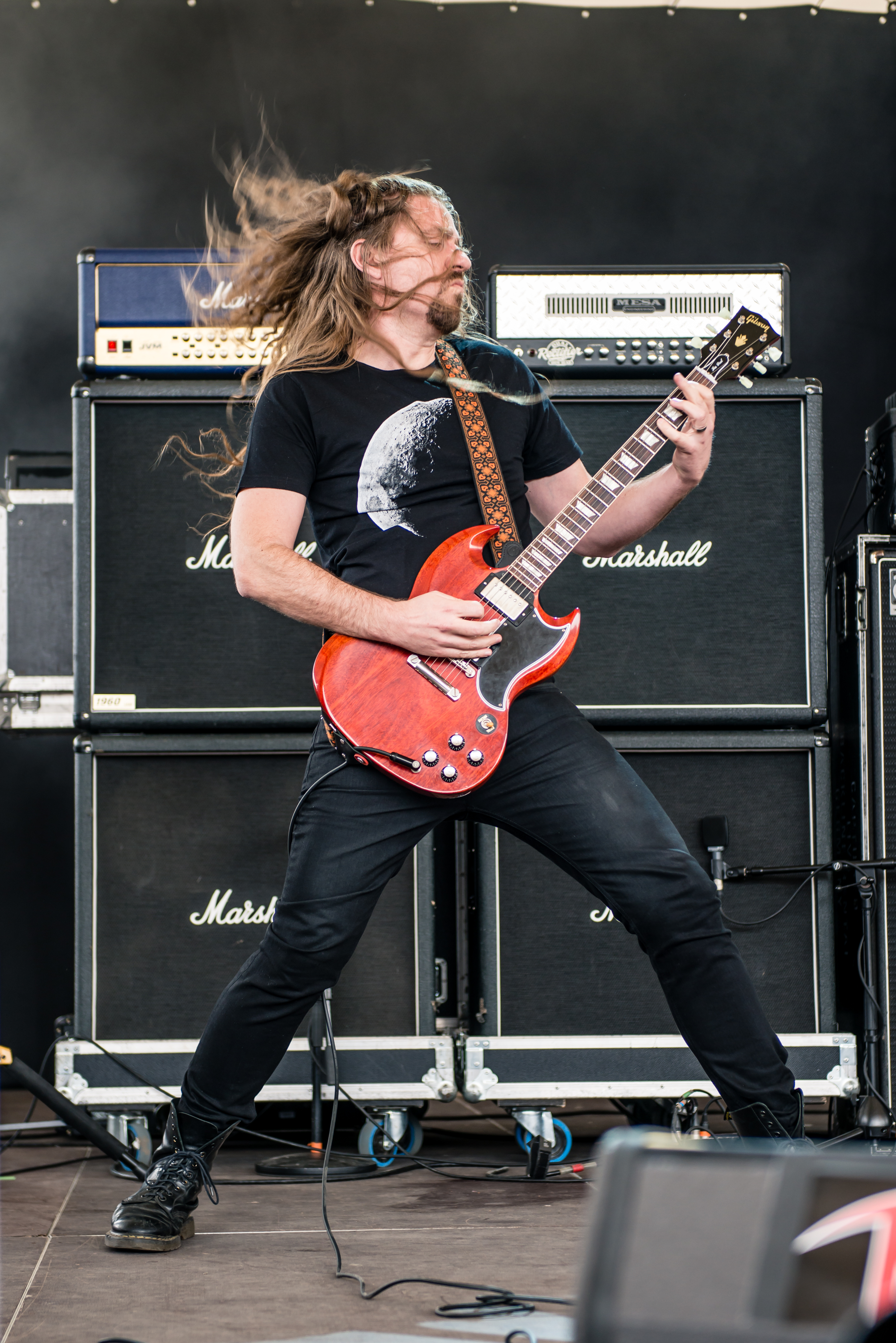
Marcus Jidell podczas koncertu na Rock Hard Festival w 2015 roku

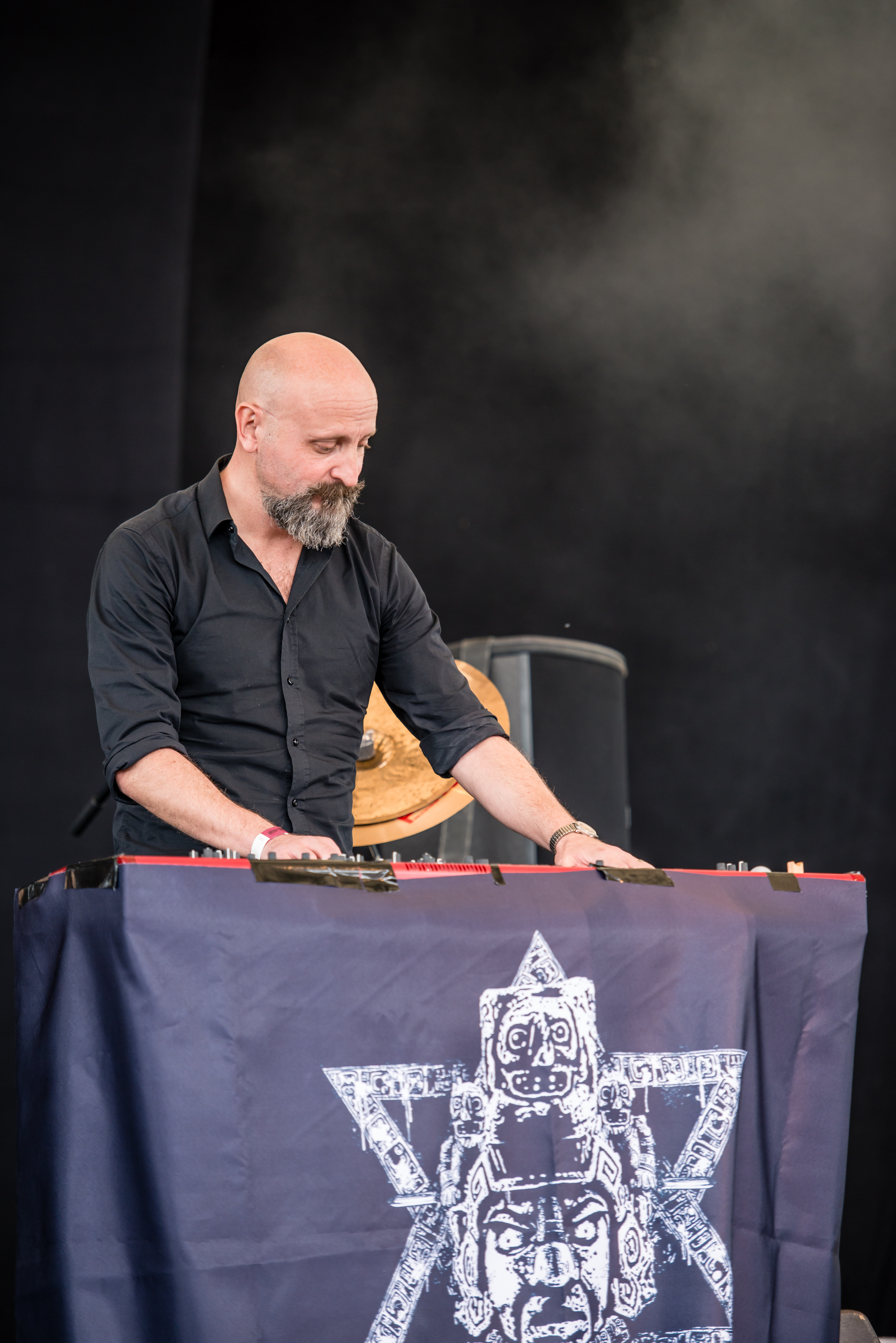
Carl Westholm podczas koncertu na Rock Hard Festival w 2015 roku

Albumy studyjne
| Avatarium                    | - Data: 1 listopada 2013 - Wydawca: Nuclear Blast     | –  | –  | –  | –   |
| The Girl with the Raven Mask | - Data: 23 października 2015 - Wydawca: Nuclear Blast | 38 | 56 | 85 | 117 |
| Hurricanes and Halos         | - Data: 26 maja 2017 - Wydawca: Nuclear Blast         | 36 | –  | 67 | 108 |
| „–” album nie był notowany.  |                                                       |    |    |    |     |

Minialbumy
| Tytuł      | Dane dot. albumu                                   |
| ---------- | -------------------------------------------------- |
| Moonhorse  | - Data: 20 września 2013 - Wydawca: Nuclear Blast  |
| All I Want | - Data: 14 listopada 2014 - Wydawca: Nuclear Blast |

## Teledyski
| Tytuł                                        | Rok  | Reżyseria      | Album                        | Źródło |
| -------------------------------------------- | ---- | -------------- | ---------------------------- | ------ |
| „Moonhorse” (lyric video)                    | 2013 | –              | Avatarium                    | [ 18 ] |
| „Boneflower”                                 | 2013 | Eat the Danger | Avatarium                    | [ 19 ] |
| „Boneflower” (lyric video)                   | 2013 | –              | Avatarium                    | [ 20 ] |
| „All I Want” (lyric video)                   | 2014 | –              | All I Want                   | [ 21 ] |
| „Hypnotized” (lyric video)                   | 2015 | –              | The Girl With The Raven Mask | [ 22 ] |
| „The Girl With The Raven Mask” (lyric video) | 2015 | –              | The Girl With The Raven Mask | [ 23 ] |
| „Pearls And Coffins”                         | 2016 | Johan Bååth    | The Girl With The Raven Mask | [ 24 ] |
| „The Starless Sleep”                         | 2017 | Johan Bååth    | Hurricanes and Halos         | [ 25 ] |
| „Medusa Child”                               | 2017 | –              | Hurricanes and Halos         | [ 26 ] |

## Nagrody i wyróżnienia
| Rok  | Kategoria   | Tytułem   | Nagroda             | Nota | Źródło |
| ---- | ----------- | --------- | ------------------- | ---- | ------ |
| 2016 | Up & Coming | Avatarium | Metal Hammer Awards | Laur | [ 27 ] |